# Anata
Gli Anata sono una band death metal originaria di Varberg, Svezia, fondata nel 1993.

## Discografia

### Demo
- 1995 - Bury Forever the Garden of Lie
- 1997 - Vast Lands of My Infernal Dominion

### Album
- 1998 - The Infernal Depths of Hatred
- 2001 - Dreams of Death and Dismay
- 2004 - Under a Stone With No Inscription
- 2006 - The Conductor's Departure'

## Formazione

### Formazione attuale
- Fredrik Schälin - voce, chitarra
- Andreas Allenmark - chitarra
- Henrik Drake - basso
- Conny Pettersson - batteria

### Ex componenti
- Mattias Svensson - chitarra (1993–1996)
- Martin Sjöstrand - basso (1993–1996)
- Robert Petersson - batteria (1993–2001)